# Eishockeyverband der Republik Aserbaidschan
Der Eishockeyverband der Republik Aserbaidschan ist der nationale Eishockeyverband Aserbaidschans. 

## Geschichte
Der Verband wurde am 6. Mai 1992 in die Internationale Eishockey-Föderation aufgenommen. Der Verband gehört zu den IIHF-Vollmitgliedern. Aktueller Präsident ist Vagif D. Mussayev. 
Der Verband soll sich überwiegend um die Durchführung der Spiele der aserbaidschanischen Eishockeynationalmannschaft kümmern, die bislang jedoch noch kein offizielles Spiel bestritten hat.